# Милошевич, Борислав
Бо́рислав Мило́шевич (серб. Борислав Милошевић, Borislav Milošević; 8 июля 1934, Никшич — 29 января 2013, Белград) — югославский дипломат, публицист. Старший брат Слободана Милошевича.
Окончил юридический факультет Белградского университета, затем работал в Отделе международных отношений Центрального комитета Союза коммунистов Югославии. С 1970 года на дипломатической службе: в 1970—1975 гг. был сотрудником посольства СФРЮ в Советском Союзе, в 1985—1989 гг. послом в Алжире, а в 1998—2001 послом СРЮ в Российской Федерации. После отставки жил и работал в Москве.

## Биография

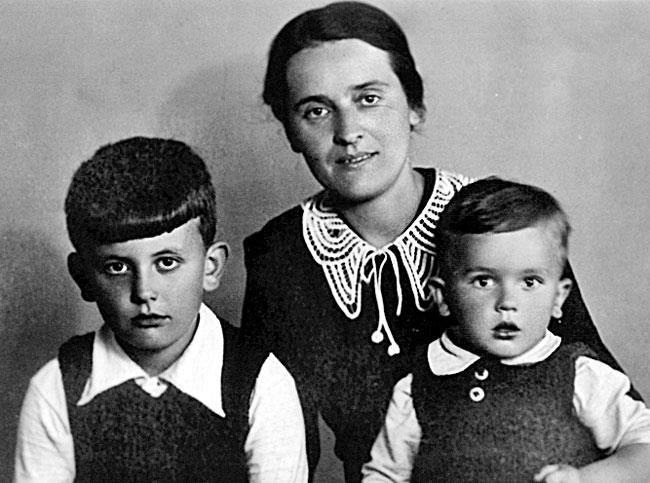
Борислав (слева) с матерью Станиславой и братом Слободаном

Родился 8 июля 1934 года в городе Никшич в Королевстве Югославия в семье педагогов. Род Милошевичей происходит из селения Лиева-Река в Черногории. Родители Милошевича, однако, жили в черногорской деревне Увача. Отец Светозар окончил духовную семинарию, но священником не стал, преподавал в гимназиях Черногории и Косова русский и сербохорватский языки, придерживался панславистских политических взглядов. Мать, Станислава (в девичестве Кольеншич), была учительницей в школе, коммунисткой и активисткой компартии, стараясь прививать детям соответствующие политические взгляды. После начала Второй мировой войны и оккупации Югославии странами оси семья Милошевичей переехала в Пожаревац, где родился младший сын Слободан. В Пожареваце Борислав окончил начальную и среднюю школу, а затем поступил на юридический факультет Белградского университета. Во время учебы присоединился к Союзу студентов Югославии, вскоре стал одним из главных его активистов. После окончания факультета работал в Отделе международных отношений Центрального комитета Союза коммунистов Югославии. Из-за постоянных ссор с женой отец Борислава Светозар оставил семью и уехал в Черногорию, где в 1962 году застрелился. Станислава прожила остаток жизни в одиночестве, совершив суицид в 1974 году.
В 1969—1974 годах Борислав Милошевич работал советником Посольства СФР Югославии в СССР. Свободно владел русским языком, был переводчиком Иосипа Броз Тито, участвовал в переговорах югославского лидера с Леонидом Брежневым. После возвращения из СССР продолжил работу в МИД Югославии. В 1985—1989 годы был чрезвычайным и Полномочным послом СФРЮ в Алжирской Демократической Народной Республике, затем работал в представительстве внешнеторговой фирмы «Инекс» в Париже. За время дипломатической службы выучил русский, английский и французский языки.

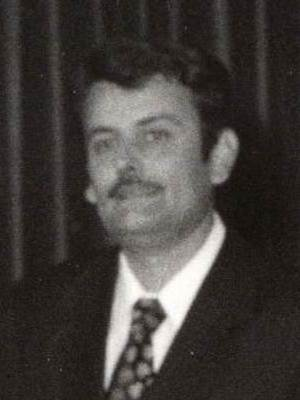

В 1998—2001 годы — чрезвычайный и Полномочный посол Союзной Республики Югославии в Российской Федерации. На этом посту он сменил Данило Марковича — одного из ближайших соратников Слободана Милошевича. По оценкам Живадина Йовановича, бывшего министром иностранных дел Югославии в 1998—2000 годах, Борислав Милошевич сделал большой вклад в развитие отношений России и Югославии. Во время Косовского кризиса он трезво оценивал возможные действия российской дипломатии и делал точные и лишенные эмоциональной окраски оценки российской политики на Балканах и реакции на происходящие события. Также, по мнению Йовановича, среди заслуг Борислава Милошевича подписание соглашения о беспошлинной торговле между РФ и СРЮ, благодаря чему сербские компании получили доступ на российский рынок.
После отставки в 2001 году Борислав Милошевич жил и работал в Москве. Был консультантом ряда фирм, в частности, в апреле 2011 года стал советником генерального директора компании «Зарубежстройтехнологии», дочерней фирмы компании «Российские железные дороги», занимающейся реализацией российского кредита в 800 миллионов долларов для сербских железных дорог. На этой должности помогал в исполнении соглашения, подписанного в Белграде.
Резко критиковал деятельность Международного трибунала по бывшей Югославии в Гааге. Арест и выдачу МТБЮ своего брата Слободана Борислав назвал «похищением».
В сербской прессе неоднократно упоминалось, что Борислав Милошевич помог переехать в Россию семье своего брата Слободана — его супруге Мирьяне и сыну Марко, против которых в Сербии были выдвинуты обвинения. Впоследствии они получили статус беженцев в Российской Федерации.
После прекращения дипломатической карьеры Борислав Милошевич продолжал оказывать помощь в организации мероприятий в области науки и культуры: форумов, конференций, визитов политиков и ученых. В России он написал ряд книг и множество статей. Также неоднократно выступал в СМИ, в том числе таких как CNN, BBC, TF-1 и др. Входил в состав созданного в 2010 году в Государственной Думе РФ Комитета в защиту прав Воислава Шешеля. По оценкам прессы, своего положения в России Борислав Милошевич сумел достичь самостоятельно, а не потому что был братом президента Югославии. Как отмечала Лидия Сычёва, «Чиновник, теряющий должность, как правило, превращается в полное ничто. В случае с Бориславом Милошевичем этого не произошло».
Несмотря на то, что в 2006 году призывал уважать выбор народа Черногории об отделении, Борислав Милошевич неоднократно заявлял, что хотел бы видеть Сербию, Черногорию, Македонию и Республику Сербскую в едином государственном образовании.
В сентябре 2012 года приехал на отдых в Черногорию. Скончался в Белграде 29 января 2013 года после продолжительной болезни. Похоронен на кладбище населенного пункта Тузи-Льеворечке в Черногории, где находится могила его отца Светозара.

## Личная жизнь
Был дважды женат. Во втором браке с Миланкой Милошевич родился сын Светозар.